# 물장오리오름
물장오리오름(水長兀岳)은 대한민국 제주특별자치도 제주시 봉개동에 있는 기생화산 중 하나이다. 분화구 내에는 점토질 바닥에 고인 빗물이 연중 마르지 않아 다양한 생물이 서식하고 있다. 2010년 10월 28일 대한민국의 천연기념물 제517호로 지정되었다.

## 위치
물장오리오름은 제주특별자치도 제주시 봉개동 한라산 기슭에 위치한 오름(측화산)이다. 원형의 분화구를 지닌 화산체로 습지로 이루어진 화구호에는 각종 동식물이 서식하고 있다. 한라산의 오백 나한들과 더불어 성스러운 산으로 인식되고 있다.

## 물장오리습지
제주시 봉개동의 물장오리습지는 해발 900∼937m에 위치한 총 면적 62만 8,000m2의 화산분화구에 형성된 산정화구호(山頂火口湖)로, 습지 내 지표수는 강우(降雨)에 의해 유지된다. 이곳에는 환경부 멸종위기 야생동물 1급인 매, 2급인 팔색조ㆍ솔개ㆍ조롱이ㆍ삼광조 등과 멸종위기 곤충인 왕은점표범나비ㆍ물장군 등도 서식한다.
제주시 봉개동의 이 지역은 제주도 낙엽활엽수림의 대표적 임상과 골풀 군락ㆍ송이고랭이 군락ㆍ여뀌 군락 등이 특히 많이 자라는 우점식생(優占植生, 특정 지역에서만 많이 자라는 식물집단)을 보인다.
물장오리오름은 장오리라는 이름이 붙은 네 개(물장오리, 테역장오리, 살손장오리, 불칸장오리 등)의 오름 가운데 하나로, 모흥혈에서 솟은 고·양·부라는 삼신인이 각각 살 곳을 정하기 위하여 화살을 쏟았던 오름이라는 전설이 깃들어 있다.달리 '쌀손장오리', '살손장오리'라고도 하는데, 모흥열(삼성혈)에서 솟은 고·양·부라는 세 신인이 살 곳을 정하기 위하여 활을 쏘았던 오름이라는 데서 연유한다. 장오리의 뜻은 확실하지 않다.
물장오리오름은 설문대할망이 빠져 죽은 오름으로 유명한 측화산이다. 물장우리ㆍ수장을ㆍ수장을악으로도 불리는 봉우리이다. 산 위에 못이 있는데 지름이 50보로 알려져 있는데 깊이가 헤아릴 수 없어 밑터진 물이라고 부른다. 전설에 설문대할망(제주를 만들었다는 거대한 여신)이 이 물에 빠져 죽었다는 설화가 있다. 아무리 가물어도 물이 마르지 않고 많은 비가 와도 불어나지 않는다고 하는데 사람들이 못 가까이 가서 떠들면 갑자기 구름과 안개가 사방에서 모여들어 자욱하며 사나운 비바람이 몰아 친다고 전해진다. 못가에는 조개껍데기가 쌓여 있는데, 바다 새들이 입으로 물어다 놓은 것이라고 하는데 그 새 소리가 ‘공공’하므로 ‘공공새’라고 부른다.

## 전해오는 이야기
물장오리오름은 『신증동국여지승람』, 『탐라지』, 김성구의 『남천록』에 '장올악(長兀岳)'으로 표기했다. 『탐라지』에 "산봉우리에 용못이 있는데, 지름이 50보 정도 되고 깊이는 잴 수 없다. 사람이 시끄럽게 떠들면 구름과 안개가 사방에서 일어나고 비바람이 사납게 몰아친다는데 그래서인지 가뭄이 들었을 때 기우제를 지내면 효험이 있다."라고 기록하고 있다.
『탐라지도병서』에 '수장올(水長兀)', 『제주삼읍도총지도』에 '수장올악(水長兀岳)', 『제주삼읍전도』, 「제주지도」와 『제주군읍지』의 「제주전도」 등에 '수장올(水嶂兀)', 『조선지형도』에 '수장올(水長兀)'로 표기했다. '장오리'의 뜻은 확실치 않은데, '둘러서 있는 오름'이라고도 하고 '올(오리)'은 몽고말로 산을 뜻한다고도 한다. 또 깊이를 알 수 없는 물장오리에는 제주도 개벽 전설의 여신 설문대할망이 빠져 죽었다는 전설이 있다.

## 같이 보기
- 개오리오름
- 다랑쉬오름
- 따라비오름
- 설문대할망

## 참고 자료
- 물장오리오름 - 국가유산청 국가유산포털